# Etiopienvipa
Etiopienvipa (Vanellus melanocephalus) är en fågel i familjen pipare inom ordningen vadarfåglar, endemisk för Etiopien.

## Utseende och läten
Etiopienvipa är en stor (34 cm) och brun vipa med svart hjässa, vitt ögonbrynsstreck bakom ögat och svart på haka och strupe. Huvudsidan och sidan av bröstet är fint svartfläckat grå. Adulta fåglar har en liten gul hudflik framför ögat. I flykten syns ett vitt band över övre vingtäckarna som hos sporrvipan. Lätet är ett oangenämt raspande ljud, likt kronvipan.

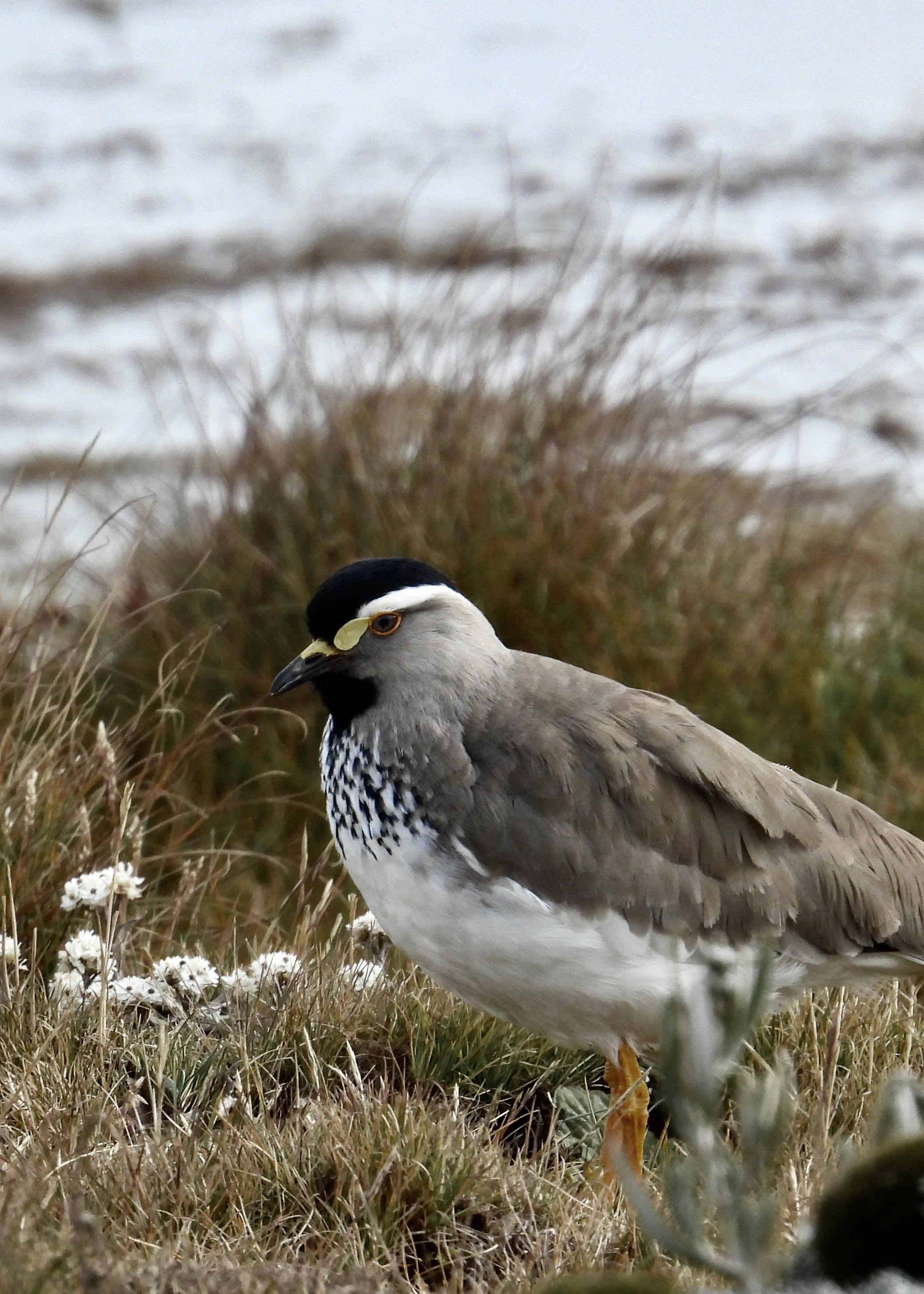

## Utbredning och systematik
Etiopienvipa förekommer enbart i höglänta delar av Etiopien. Den behandlas som monotypisk, det vill säga att den inte delas in i några underarter.

## Levnadssätt
Etiopienvipa påträffas i gräsmarker och på hedar i höglänt terräng, på mellan 2400 och 3800 meters höjd, gärna i fuktigare områden eller nära vattensamlingar. Där är par eller flockar lokalt frekvent förekommande till vanliga. Födan är okänd och endast ett bo har påträffats, en uppskrapad grop i marken. Fågeln häckar i april i bergsområdet Bale, i augusti i Shawa.

## Status
Artens populationstrend är okänd och utbredningsområdet är relativt litet. Internationella naturvårdsunionen IUCN anser dock inte att den är hotad och placerar den därför i kategorin livskraftig. Världspopulationen tros bestå av mellan 1 000 och 10 000 individer.

## Namn
Fågeln har på svenska även kallats fläckvipa och etiopisk vipa.